# Хрюши против

Активисты в костюмах, Евгения Сморчкова и Михаил Сусов. Подписание договора с X5 Retail Group

Межрегиональная общественная организация потребителей «Хрюши против» — некоммерческая организация, созданная молодёжным движением «Наши» и декларирующая своей гражданской целью общественную борьбу с некачественными продуктами в магазинах и на рынках. Действующий руководитель организации — Светлана Васильева.

## Деятельность
Активисты движения периодически проводят в супермаркетах и на рынках рейды, направленные на выявление нарушения, привлечение к нему внимания общественности и его последующее устранение. Под нарушением подразумеваются:
- наличие на прилавках супермаркета (то есть доступных для покупки) продуктов с истёкшим сроком годности;
- обвес покупателя, то есть неправильное информирование покупателя о массе приобретаемого им продукта и, как следствие, цене данного продукта;
- хамство в адрес покупателя (неприличные выражения, тон и т. п.);
- применение силы охранниками супермаркетов без мотива на совершение противозаконных действий (исключая «хулиганство»).

Каждая акция снимается на видео и размещается на Youtube.

До 2016 года в своих акциях участники рядились в розовые костюмы больших свиней со злыми пятаками (мордами) — отсюда и берёт начало название движения. Смысл этих костюмов, со слов участников организации, такой:
Если директор магазина относится к нам, как к свиньям, то и приходить к нему должны свиньи.

## Филиалы
| Город           | Руководитель отделения |
| --------------- | ---------------------- |
| Москва          | Кирилл Толокнов        |
| Московская обл. | Валерия Домарева       |
| Саратов         | Василий Пашкин         |
| Липецк          | Кирилл Мишин           |
| Воронеж         | Кирилл Мишин           |
| Архангельск     | Анна Шуваева           |

## Основные события
- 1 сентября 2010 года — основание движения и начало регулярных акций в магазинах Москвы.
- 6 октября 2010 года — избиение начальницей службы безопасности магазина Перекрёсток в Бибирево активистки движения Юлии Земляковой. Начало бессрочного пикета у магазина.
- 22 октября 2010 года — Торговый дом X5 Retail Group провёл по запросу Хрюш проверку двух своих магазинов и наказал виновных.
- 23 октября 2010 года — Торговая сеть Ситистор изъявила желание сотрудничать с движением Хрюши против.
- 2 ноября 2010 года — Старт во всех магазинах сети X5 Retail group акции по обмену просроченных продуктов на продукты с неистёкшим сроком годности.
- 6 декабря 2010 года — Подписание соглашения о контроле активистами движения исполнения сетями магазинов X5 Retail акции по обмену продуктов.[7][8][неавторитетный источник]
- 20 января 2011 года — сеть Ситистор начала бессрочную акцию по обмену просроченных продуктов на свежие бесплатно.
- 22 февраля 2011 года — старт регулярных рейдов во Владимире.
- 7 марта 2011 года — старт регулярных рейдов в Туле.
- 16 марта 2011 года — старт в сети Монетка акции по бесплатному обмену просроченных продуктов на нормальные.
- 16 апреля 2011 года — Хрюши приняли участие в антикоррупционной акции «Белые фартуки»[9].
- 17 мая — 14 июля 2011 года — «бессрочный» пикет «Хватит нас травить» возле главного офиса сети Седьмой Континент.
- С 25 июля по 2 августа 2011 года Хрюши принимали участие в молодёжном форуме Селигер-2011. На форуме во время визита Владимира Путина ими было выдвинуто предложение по увеличению размера шрифта и площади написания срока годности продуктов до 10 % от всего продукта (по аналогии с предупреждающими надписями на пачках сигарет)[10][11][12].
- 25 июня 2012 года в магазине Народный в Санкт-Петербурге прошла акция по проверке качества продуктов. Мероприятие привело к массовой драке, трое активистов получили травмы[13][14]. Проверки властей проводились как в адрес магазина, так и в отношении законности самой акции[15].
- 29 июня в ходе очередной акции активистами «Хрюши против» были нанесены телесные повреждения беременной женщине и избиты полицейские, в результате чего на одного из участников организации было заведено уголовное дело[16][17]. Магазин после проверок со стороны государственных органов был закрыт по решению суда на 90[18] суток для устранения выявленных нарушений[19].
- 31 июля 2012 года на форуме Селигер-2012 лидер движения Евгения Сморчкова выступила с обращением к приехавшему на форум Владимиру Путину. Она рассказала президенту про борьбу движения с магазином «Народный», заявив, что «магазин состоит полностью из просроченных продуктов», а также пожаловалась на 13-й отдел полиции г. Санкт-Петербурга, сотрудники которого незаконно возбудили в отношении активистов уголовное дело, после чего начальник 13 отдела полиции Сидоров В. П. был уволен.[18][20]
- март 2015 года — возобновление проверок магазинов X5 Retail Group после нарушения договорённостей между руководством компании и активистами[21].
- 29 июля 2015 года молодёжное объединение «Ешь российское» (созданное организацией «Хрюши против») объявило о начале кампании по выявлению в магазинах продуктов, запрещённых к ввозу в Россию товаров. Позднее Арбитражный суд Тульской области обязал активистку проекта «Ешь российское» Маргариту Черкашину опровергнуть информацию о якобы незаконно импортированных продуктах, обнаруженных в московской сети супермаркетов «Азбука вкуса» во время рейда[22].
- октябрь 2015 года — появилось отделение в Магнитогорске[23].
- декабрь 2015 года — появилось отделение в Новокузнецке[24][25].
- март 2016 года — появилось отделение в Саратове.
- декабрь 2016 года — появилось отделение проекта в Беларуси. Проект стал международным.
- июль 2017 года — появилось отделение в городе Тверь.
- 18 марта 2022 года — закрытие отделения в Беларуси и полное прекращение использования франшизы «Хрюши против» на территории Республики Беларусь.

## Инциденты
В июле 2012 года за нанесение побоев полицейскому при исполнении в отношении одного из активистов организации было возбуждено уголовное дело. До суда данное дело доведено не было. Руководитель организации поднимала вопрос о прекращении уголовного дела на встречах как с президентом России, так и с министром внутренних дел. В средствах массовой информации сначала сообщалось, что уголовное дело было прекращено в связи с отзывом потерпевшим полицейским своего заявления; затем было заявлено, что дело прекращено в силу незначительности совершённого преступления.
Летом 2012 года в полицию обратились представители торговой сети «Лэнд» с заявлением о том, что лица, представившиеся активистами организации «Хрюши против», вымогали денежные средства и в случае неисполнения их требования обещали провести несанкционированные акции в магазинах сети. В возбуждении уголовного дела по данному факту было отказано. «Хрюши против» отрицают свою причастность к данному происшествию. 

## Финансирование
Проект имеет постоянный доход за счёт просмотров видеоматериалов о рейдах. Согласно оценке сайта Socialblade, ежемесячный доход проекта может составлять от 5.3 до 329 тысяч долларов США. Данная информация не подтверждена и может отличаться от реальных цифр, так как сайт Socialblade не имеет прямого доступа к личному кабинету youtube-канала.
В 2013 году в рамках президентских грантов «Хрюши против», на свою деятельность из государственного бюджета получили 5 млн рублей.
В 2014 году «Хрюши против» получила 5 млн рублей на свою деятельность в рамках государственной поддержки ННО.
В 2015 году проект также получил грант на сумму 6 млн рублей в рамках государственной поддержки ННО.
В 2015 году в рамках третьего конкурса грантов ННО проект получил 2,3 млн рублей.
В 2016 году в рамках второго конкурса грантов ННО проект получил 3 млн рублей.
| Год   | Сумма финансовой поддержки, руб. |
| ----- | -------------------------------- |
| 2013  | 5 000 000                        |
| 2014  | 5 000 000                        |
| 2015  | 8 300 000                        |
| 2016  | 3 000 000                        |
| Итого | 21 300 000                       |

Помимо вышеуказанных доходов, проект с 2015 года принимает пожертвования на своем официальном сайте через сервис Яндекс.Деньги.

## Участие в других организациях
Руководитель проекта «Хрюши против» в Московской области Сергей Чухов в 2015 году вошёл в состав Общественной палаты Московской области.